# Nigel Spink
Nigel Spink (nascido em 08 de agosto de 1958) é um ex-futebolista Inglês profissional que jogou como goleiro de 1976 até 2001. Ele está empregado atualmente como um treinador de goleiros na Football League Championship no Bristol City.
Ele fez seu nome no Aston Villa e também fez uma aparição para a Inglaterra, a nível internacional sobre a turnê na Austrália em 1983. Ele também jogou na Football League pelo West Bromwich Albion e Millwall, bem como times como Chelmsford City e Forest Green Rovers.

## Títulos
- UEFA Champions League: 1982
- Supercopa Europeia: 1983
- Copa da Liga Inglesa: 1994